# Чарташ
Чарташ — кишлак на северо-востоке Афганистана, в вилаяте (провинции) Бадахшан. Входит в состав района Вахан.
Расположен в высокогорной местности, на правом берегу реки Вахджир, на высоте 4093 метров над уровнем моря.
Ближайшие населённые пункты — кишлак Караташ (выше по течению Вахджира), кишлак Горитык (ниже по течению Вахджира).